# The Acreage
The Acreage är en ort (CDP) i Palm Beach County, i delstaten Florida, USA. Enligt United States Census Bureau har orten en folkmängd på 38 704 invånare (2010) och en landarea på 106 km².